# Bely Yar (raïon de Verkhniaïa Ket)
 (août 2023).
Bely Yar (en russe : Белый Яр) est une commune urbaine de Russie de type bourg ouvrier qui est située dans l'oblast de Tomsk. C'est le siège administratif du raïon de Verkhniaïa Ket et de la municipalité du même nom. 

## Géographie
Bely Yar se trouve au bord de la Ket au nord de l'oblast de Tomsk, à 300 km à vol d'oiseau de Tomsk. 

## Population
Recensements (*) et estimations de la population,,: 
| 1959* | 1970* | 1979* | 1989* | 2002* | 2010* |
| ----- | ----- | ----- | ----- | ----- | ----- |
| 2 589 | 5 160 | 6 831 | 8 850 | 8 221 | 7996  |

| 2012 | 2013  | 2014  | 2015  | 2016  | 2017  |
| ---- | ----- | ----- | ----- | ----- | ----- |
| 8039 | 8 150 | 8 114 | 8 126 | 8 112 | 8 249 |

| 2018  | 2019 | 2020  | 2021* | - | - |
| ----- | ---- | ----- | ----- | - | - |
| 8 249 | 8273 | 8 337 | 7 920 | - | - |